# フィリッポ・セレーナ
フィリッポ・セレーナ（Filippo Serena 、1999年10月12日 - ）は、イタリア・パルマ出身のサッカー選手。グロッセート所属。ポジションは、ミッドフィールダー。

## クラブ歴
2017年5月7日、セリエCのマチェラテーゼ戦でデビューを果たした。
2021年1月12日、グッビオへローン移籍で加入した。
2021年7月15日、グロッセートにローン移籍に出された。